# Sucre (estado)
Sucre é um dos estados da Venezuela.

## Municípios
Tem apenas 15 municípios:
1. Andrés Eloy Blanco (Casanay)
2. Andrés Mata (San José de Aerocuar)
3. Arismendi (Río Caribe)
4. Benítez (El Pilar)
5. Bermúdez (Carúpano)
6. Bolívar (Mariguitar)
7. Cajigal (Yaguaraparo)
8. Cruz Salmerón Acosta (Araya)
9. Libertador (Tunapuy)
10. Mariño (Irapa)
11. Mejía (San Antonio del Golfo)
12. Montes (Cumanacoa)
13. Ribero (Cariaco)
14. Sucre (Cumaná)
15. Valdez (Guiria)